# Begusarai (huyện)
Huyện Begusarai là một huyện thuộc bang Bihar, Ấn Độ. Thủ phủ huyện Begusarai đóng ở Begusarai. Huyện Begusarai có diện tích 1917 ki lô mét vuông. Đến thời điểm năm 2001, huyện Begusarai có dân số 2342989 người.